# Monte Corrasi
Il monte Corrasi è un imponente massiccio montuoso appartenente al territorio di Oliena, nella Sardegna centro-orientale: oltre a Punta Corrasi, che è la cima più alta del Supramonte, ne fanno parte Punta Sos Nidos (1348 m), Punta Ortu Camminu (1331 m), Punta Carabidda (1321 m), Punta Cusidore (1147 m), Punta Preda 'e mugrones (1138 m), Fruncu nigheddu (981 m) e Monte Uddè (910 m). Precisamente il toponimo 'Monte Corrasi' definisce la vetta più alta del complesso calcareo.
Ai suoi piedi si trovano le valli di Lanaìtho - che accolgono il villaggio nuragico di Tiscali e le grotte di Sa 'Ohe, Su Ventu e Corbeddu - Guthiddài ed Oddoène, e la nota sorgente carsica di Su Gologone. Alle pendici del monte sorgono vari affluenti del fiume Cedrino, i quali vanno a formare prima un piccolo bacino naturale, collegato al lago artificiale di Iriài, più comunemente conosciuto come Lago del Cedrino; vi sono inoltre vari laghetti carsici interni alla montagna.
Ambita meta di escursionisti e rocciatori, è caratterizzato dalla presenza di suggestive pareti strapiombanti, tra le quali la più famosa è quella di Badde Pentumas, grotte, guglie (come il famoso gruppo di Giuglìa), alternate ad ampi pianori, voragini nascoste, doline e boschi inaccessibili.
Il clima varia dal tipo continentale in alta quota al mediterraneo freddo alle sue pendici, diventando più umido, temperato e meno ventoso man mano che si scende a valle; le precipitazioni sono frequenti durante tutto l'anno, comprese quelle di tipo nevoso; non di rado le prime nevicate si hanno verso ottobre e novembre, e nei mesi più freddi la temperatura può scendere di vari gradi sotto lo zero.
A quota 600 m è presente il Rifugio Ostello di Monte Maccione.
Di notevole importanza è l'aspetto florofaunistico dell'area: la presenza di un'ampia varietà di specie botaniche - circa 650, compresi numerosi endemismi - spinse, negli anni '70, la Società botanica italiana ad inserire la montagna nel Censimento dei biotopi di rilevante interesse vegetazionale meritevoli di conservazione. Sono inoltre censiti l'aquila reale, la poiana, il falco pellegrino, il falco della regina ed il muflone mentre risultano estinti o a rischio il cervo sardo, il daino, l'avvoltoio monaco, il gipeto, il grifone e l'aquila del Bonelli.